# 쇠데르말름

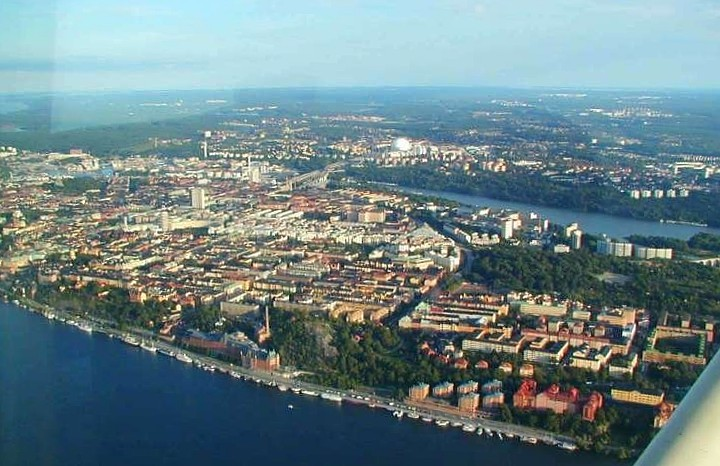
쇠데르말름

쇠데르말름(Södermalm)은 스웨덴 스톡홀름의 섬이자 지구이다.

## 같이 보기
- 에갈리아
- 코스프레